# Unione Sportiva Catanzaro 1948-1949
Questa voce raccoglie le informazioni riguardanti l'Unione Sportiva Catanzaro nelle competizioni ufficiali della stagione 1948-1949.

## Rosa
| N. |                   | Ruolo | Calciatore           |
| -- | ----------------- | ----- | -------------------- |
|    | Italia (bandiera) | A     | Oreste Alò           |
|    | Italia (bandiera) | A     | Ermenegildo Andrian  |
|    | Italia (bandiera) | C     | G. Audano            |
|    | Italia (bandiera) | C     | Alessandro Codeluppi |
|    | Italia (bandiera) | P     | Antonio Macrì        |
|    | Italia (bandiera) | A     | I. Paci              |
|    | Italia (bandiera) | A     | M. Pallaoro          |
|    | Italia (bandiera) | D     | A. Portelli          |

| N. |                   | Ruolo | Calciatore       |
| -- | ----------------- | ----- | ---------------- |
|    | Italia (bandiera) | C     | Francesco Puccio |
|    | Italia (bandiera) | A     | U. Sacco         |
|    | Italia (bandiera) | D     | Adelmo Santi     |
|    | Italia (bandiera) | C     | Mario Sgherri    |
|    | Italia (bandiera) | C     | A. Tozzo         |
|    | Italia (bandiera) | A     | R. Traversa      |
|    | Italia (bandiera) | D     | E. Vitali        |